# ورد عديم الرائحة
ورد عديم الرائحة (الاسم العلمي:Rosa inodora) هو نوع من النباتات يتبع جنس الورد من الفصيلة الوردية.